# Gemeinde Dattenfeld
Die Gemeinde Dattenfeld war neben der Gemeinde Rosbach Teil der Bürgermeisterei Dattenfeld im Kreis Waldbröl. Sie ist mit dem Kirchspiel identisch.
Sie hatte 1845 2001 Bewohner in 400 Häusern. 1947 der Einwohner waren katholisch, die restlichen 54, hauptsächlich aus Schladern, waren evangelisch und gehörten zur Pfarre Rosbach.
Zur Gemeinde gehörten 1845:
| Ort          | Einwohner | Häuser |
| ------------ | --------- | ------ |
| Dattenfeld   | 393 (5)   | 89     |
| Dreisel      | 345       | 70     |
| Gauchel      | 10        | 1      |
| Hahnenbach   | 16        | 4      |
| Höneroth     | 31        | 6      |
| Hoppengarten | 191 (4)   | 32     |
| Jucht        | 9         | 1      |
| Külschbach   | 35        | 7      |
| Lutzberg     | 6         | 1      |
| Ommeroth     | 17        | 3      |
| Rossel       | 148       | 30     |
| Roth         | 19        | 3      |
| Schladern    | 65 (45)   | 9      |
| Uebersetzig  | 98        | 22     |
| Wilberhofen  | 333       | 64     |
| Wilhelmshöhe | 9         | 1      |
| Windeck      | 276       | 57     |

(hiervon evangelisch)